# Nesticus reclusus
Nesticus reclusus là một loài nhện trong họ Nesticidae.
Loài này thuộc chi Nesticus. Nesticus reclusus được Willis J. Gertsch miêu tả năm 1984.